# Marc Verhaegen
Marc Verhaegen (Mortsel, 5 april 1957) is een Vlaams stripauteur, onder meer bekend als voormalig hoofdtekenaar van Suske en Wiske en scenarist en tekenaar van zijn eigen reeks, Senne en Sanne.

## Biografie
Toen Verhaegen 10 jaar oud was, begon hij naast de gewone school ook de tekenschool te volgen aan de tekenschool van Kontich.
Hij maakte illustraties voor het scoutsblad Condacum en voor het schoolblad van het Sint-Stanislascollege, het huidige Sint-Willebrord-H.Familie, waar hij zes jaar naar school ging.
Hierna kwam hij terecht op de grafische afdeling van het Sint-Lucasinstituut in Brussel, waar hij de klassieke opleiding kreeg met als specialisatie animatiefilm. In 1976 kreeg Verhaegen op de afdeling Grafiek van zijn professor Luc Verstraeten de opdracht iets te maken over de Tweede Wereldoorlog. Hij koos voor een bewerking van de roman De visioenen van Jacques Weiniger van Gust Van Brussel. Vanaf november 1976 verscheen in het scoutsblad Condacum "De ongewenste", een verhaal van 40 bladzijden. Het verhaal wordt in 2006 ingekleurd door Sylvia Dolsma en in 2007 uitgegeven door De Gouwe Greep. Later volgde in de krant De Morgen het verhaal "Cycloman".
Na zijn studies werkte hij vooral als freelance-animator aan verschillende tekenfilmproducties voor Pen Film in Gent. De bekendste daarvan zijn De wonderwinkel naar scenario van Gommaar Timmermans en de langspeelfilm Jan zonder vrees (1984) onder regie van Jef Cassiers. Verder leverde hij ook animatiebijdragen voor Sesamstraat en Het Liegebeest.
In 1987 begon Verhaegen aan de stripreeks Boes te werken voor Standaard Uitgeverij.

### Suske en Wiske
In 1988 schreef hij voor de heruitgave van de Suske en Wiske-klassieker De schat van Beersel voor de Kredietbank een vier pagina's tellend stripje, geheel in de stijl van de Blauwe Reeks. Dit kwam onder de aandacht van Paul Geerts en Willy Vandersteen, die het werk zeer waardeerden. Hij werd hierna gevraagd om mee te gaan werken aan Suske en Wiske.
Eerst schreef hij een aantal korte verhalen, in 1992 zijn eerste lange verhaal: De krakende carcas. Eind 1999 (sinds het album Het verdronken land) nam Verhaegen de tekenpen definitief van Paul Geerts over als vaste tekenaar/scenarist van Suske en Wiske. Hoewel in de eerste albums die hij maakte nog steeds de naam 'Paul Geerts' bleef staan omdat Verhaegen werknemer was van de Studio Vandersteen. In totaal schreef en tekende Verhaegen 32 lange verhalen van Suske en Wiske en werkte hij aan 65 verhalen mee. Verder tekende en schreef hij dertien kortverhalen en maakte hij tal van publicitaire tekeningen van Suske en Wiske.
Verhaegen stond open voor fantasy, sciencefiction en actualiteit, wat hij ook in de verhalen integreerde die hij gemaakt heeft. Vanaf 1997 stond de reeks onder druk. Verhaegen experimenteerde met nieuwe klederdracht en verhalen die inspeelden op de actualiteit.

### Breuk met Studio Vandersteen
Op 25 februari 2005 werd via een persbericht kenbaar gemaakt dat Verhaegen per direct stopte als hoofdtekenaar van Studio Vandersteen. De Studio wilde dat een team zou gaan werken aan de verhalen van Suske en Wiske, omdat het te veel was geworden voor één persoon. Omdat Verhaegen zich niet kon vinden in het werken in een team, werd de samenwerking tussen Studio Vandersteen en hem beëindigd. Een dag later werd bekend dat Verhaegen mede is ontslagen omdat de erfgenamen van Willy Vandersteen zich niet konden vinden in de onderwerpkeuze van Verhaegen. Zo zou hij een strip willen maken over een meisje dat werd vergast in concentratiekamp Auschwitz, een onderwerp dat niet geschikt bevonden werd voor een kinderstrip. Op 18 april 2006 oordeelde de rechtbank dat Verhaegen onterecht was ontslagen. Verhaegen was vooral kwaad over de persmededeling van de Studio waarin verklaard werd "dat hij niet in een team kan functioneren", voorts meende hij dat zijn ontslag ook ingegeven zou zijn door de angst dat Willy Vandersteens oorlogsverleden zou worden opgerakeld. Op 14 december 2010 werd bekend dat het historisch onderzoeksbureau Geheugen Collectief de onweerlegbare bewijzen heeft gevonden dat Willy Vandersteen tijdens de Tweede Wereldoorlog onder de schuilnaam Kaproen antisemitische tekeningen heeft gemaakt. Deze werden gepubliceerd in de brochure Zo zag Brussel de Dietsche Militanten en in het collaborerend dagblad Volk en Staat.

### Senne en Sanne
In 2005 maakte Verhaegen een strip met als werktitel Rebecca R. en met als hoofdpersonen Senne en Sanne. De strip heeft als onderwerp de Tweede Wereldoorlog. Het is een geheel nieuw verhaal en niet een bewerking van het verhaal dat hij eerder voor Suske en Wiske wilde schrijven. Het verhaal werd in vier delen gepubliceerd als bijlage bij Kidsweek. In 2006 verscheen het tweede Senne en Sanne-verhaal, Cordoba, waarin Verhaegen de wereld van allochtonen en hun godsdienst toont. Tevens is het album ook een aanklacht tegen zinloos geweld. In 2007 schreef en tekende Verhaegen het derde Senne en Sanne-verhaal, Loverboys. Hierin wordt de problematiek aangekaart van jongeren die door de zogenaamde 'loverboys' worden verleid en in de prostitutie worden gedreven. Verhaegen schreef dit verhaal met informatie die hij onder anderen kreeg van Payoke, de Antwerpse vzw die ijvert voor slachtofferhulp van mensenhandel.

### Andere verhalen
Op 23 maart 2007 verscheen Het geheim van Michiel de Ruyter, een verhaal over het leven van de Nederlandse zeevaarder Michiel de Ruyter, een stripalbum getekend door Verhaegen en geschreven door Verhaegen en Jan Kragt. In 2008 kwam het album De Vliegende Hollander en het VOC-complot uit, waarin beide auteurs een licht werpen op het ontstaan van de V.O.C. en de legende van De Vliegende Hollander. In datzelfde jaar tekende en schreef Verhaegen V-bommen op Antwerpen, een album dat werd gemaakt in samenwerking met het Vredescentrum in Antwerpen, waar het onder de titel Oorlogswonden uitkwam. Het verhaal werd uitgedeeld op alle Antwerpse scholen. In dit verhaal vertellen Verhaegen en Jan Kragt over de aanleiding en de gevolgen van de V-bommen op Antwerpen. Ook het bombardement van Mortsel komt aan bod, naast het Fort van Breendonk, het lot van Belgische politieke gevangenen, het bombardement van Cinema Rex en het concentratiekamp Mittelbau-Dora.
In 2009 tekende en schreef Verhaegen Strijd om New York. Dat verhaal gaat over de eerste Nederlandse kolonisten in Amerika, die Nieuw-Amsterdam oprichtten, het latere New York. Dit verhaal ontstond op vraag van het Roosevelt Study Center en werd voorgesteld op de Amerikaanse ambassade in Den Haag. In 2011 tekende en schreef Verhaegen samen met Jan Kragt Vincent van Gogh: De worsteling van een kunstenaar en in 2012 maakten beide auteurs het stripalbum Strijd tegen water.
Van 2006 tot 2009 was Verhaegen bestuurslid van de Vlaamse Auteursvereniging en van 2007 tot 2012 was hij voorzitter van de Vlaamse Onafhankelijke Stripgilde. Sinds 2012 werkt hij nauw samen met de vzw Strips en Kennis.
In 2022 verscheen zijn eerste graphic novel, Het beest is los.

## Erkenning
- In 2024 ontving Verhaegen in Oostende de Gouden Wullok (Lifetime Achievement Award).

### Lijst van Suske en Wiske-verhalen
Deze lijst toont een titeloverzicht van verhalen waar Marc Verhaegen aan heeft (mee-) geschreven en/of getekend, met tussen haakjes het jaar van eerste publicatie. Een eventueel cijfer voor de titel is het cijfer waaronder het verhaal is uitgebracht in de Vierkleurenreeks.
- 222 De bezeten bezitter (1989)
- 225 De goalgetter (1990)
- Knokken in Knossos (1990)
- 227 Het witte wief (1990)
- 229 Tazuur en Tazijn (1991)
- Spruiten voor Sprotje (1991)
- 230 Lambik Baba (1991)
- 233 De klinkende klokken (1992)
- Pezige Peekah (1992)
- 234 Het kristallen kasteel (1992)
- 235 De krakende carcas (1992)
- 236 De gulden harpoen (1993)
- 238 De slimme slapjanus (1993)
- 239 De stervende ster (1994)
- 240 De pottenproever (1993)
- 241 Het Aruba-dossier (1994)
- 242 Tokapua Toraja (1994)
- 243 De averechtse aap (1995)
- 244 De begeerde berg (1995)
- 246 De vonkende vuurman (1995)
- 247 Het kostbare kader (1996)
- 249 De razende race (1996)
- 252 Volle maan (1997)
- 253 Prachtige Pjotr (1997)
- 254 Tex en Terry (1997)
- 257 De rebelse Reinaert (1998)
- 261 Het berenbeklag (1999)
- 263 Het verdronken land (2000)
- 265 Papa Razzi (2000)
- 266 De kernmonsters (2000)
- 267 Lilli Natal (2000)
- 268 De koeiencommissie (2001)
- 269 De stugge Stuyvesant (2001)
- 270 De ongelooflijke Thomas (2001)
- 272 De blote Belg (2001)
- 273 De europummel (2002)
- 274 De fleurige Floriade (2002)
- 275 Heilig bloed (2002)
- 276 In de ban van de Milt (2002)
- 277 De verdwenen verteller (2002)
- De ludieke les (2002)
- 278 De kunstkraker (2003)
- 279 De laatste vloek (2003)
- 280 De kus van Odfella (2003)
- 281 De gevangene van Prisonov (2003)
- 282 De breinbrekers (2004)
- 283 Paniek in Palermo (2004)
- 284 Kaapse kaalkoppen (2004)
- 285 Verraad op de Veluwe (2004)
- 286 De flierende fluiter (2005)
- 287 De formidabele fantast (2005)